# Amphiotopsis
Amphiotopsis är ett släkte av kräftdjur som beskrevs av Boeck 1861. Amphiotopsis ingår i familjen Calliopiidae.
Släktet innehåller bara arten Amphiotopsis longicaudata.